# Szahórnedzsheritef
Kemau Szahórnedzsheritef (uralkodói nevén Hotepibré vagy Szehotepibré) ókori egyiptomi fáraó volt, a XIII. dinasztia egyik uralkodója. Kim Ryholt és Darrell Baker egyiptológusok szerint a dinasztia hatodik uralkodója volt, és 1–5 évig uralkodott, i. e. 1791 és 1788 között. Jürgen von Beckerath és Detlef Franke szerint a dinasztia kilencedik uralkodója.

## Családja
Kemau Szahórnedzsheritef teljes nevének jelentése: „Kemau fia, Hórusz, aki megragadja hatalmát”. Ez alapján valószínű, hogy elődje, Ameni Kemau fia, V. Amenemhat unokája volt. Ryholt feltételezése szerint egy Jufni nevű király követte a trónon, aki testvére vagy nagybátyja lehetett, az ő halála után pedig V. Amenemhat egy másik unokája, Ameni Antef Amenemhat lépett trónra.

## Említései
Kantírból került elő egy Ptahnak állított szobor, melyen Hotepibré neve áll. Eredetileg nem tudni, honnan származik a szobor. Egy El-Atawlából előkerült templomi kőtömb, melyen az uralkodó neve áll, ma a kairói Egyiptomi Múzeumban található (Temp 25.4.22.3). Ismert egy ceremoniális buzogányról is, melyet egy eblai, ma Észak-Szíriában talált sírban, az úgynevezett „a kecskék urának sírjában” találtak, és Hotepibré ajándékozta kortársának, Immeja eblai királynak. Egyes feltételezésel szerint Hotepibré alapított egy palotát, amelyet az 1990-es években fedeztek fel az ókori Avariszban.

## Fordítás
- Ez a szócikk részben vagy egészben  a   Hotepibre című angol Wikipédia-szócikk ezen változatának fordításán alapul.  Az eredeti cikk szerkesztőit annak laptörténete sorolja fel. Ez a jelzés csupán a megfogalmazás eredetét és a szerzői jogokat jelzi, nem szolgál a cikkben szereplő információk forrásmegjelöléseként.